# Enrique Llopis
Enrique Llopis Doménech (né le 15 octobre 2000 à Gandia) est un athlète espagnol spécialiste du 110 mètres haies.

## Biographie
Médaillé de bronze du 110 mètres haies lors des championnats d'Europe espoirs de 2021, il se classe 7e des championnats d'Europe de 2022.
En 2024 il devient vice-champion d'Europe en battant son record personnel en 13 s 16, devancé par l'Italien Lorenzo Simonelli. Il abaisse son record à 13 s 09 pour remporter les championnats d'Espagne.
Il termine au pied du podium des Jeux olympiques de Paris.

## Palmarès
| Date | Compétition                    | Lieu    | Résultat | Épreuve     | Temps   |
| ---- | ------------------------------ | ------- | -------- | ----------- | ------- |
| 2021 | Championnats d'Europe espoirs  | Tallinn | 3e       | 110 m haies | 13 s 44 |
| 2022 | Championnats d'Europe          | Munich  | 7e       | 110 m haies | 14 s 81 |
| 2023 | Jeux européens                 | Chorzów | 3e       | 110 m haies | 13 s 44 |
| 2024 | Championnats du monde en salle | Glasgow | 4e       | 60 m haies  | 7 s 53  |
| 2024 | Championnats d'Europe          | Rome    | 2e       | 110 m haies | 13 s 16 |
| 2024 | Jeux olympiques                | Paris   | 4e       | 100 m haies | 13 s 20 |

## Records
| Épreuve     | Temps   | Lieu     | Date            |
| ----------- | ------- | -------- | --------------- |
| 60 m haies  | 7 s 55  | Valence  | 25 janvier 2023 |
| 110 m haies | 13 s 09 | La Nucia | 30 juin 2024    |